# Akrata
Akrata  este un oraș în Grecia în Prefectura Ahaia.